# Короткий, Матвей Валерьевич
Матвей Валерьевич Короткий (род. 23 декабря 2005, Красноярск) — российский хоккеист, нападающий. Мастер спорта России (2024).

## Биография
Начинал заниматься хоккеем в секции красноярского «Сокола». В 2017 году транзитом через новокузнецкий «Металлург» перешёл в СКА. В системе петербургского клуба начал играть в сезоне 2022/23 МХЛ. После двух матчей, проведённых за «СКА-1946», был переведён в «СКА-Варяги». Итог сезона — 14 очков в 48 играх за «СКА-Варягов», 0 очков в шести матчах за «СКА-1946» и общий показатель полезности «-28». Следующий сезон провёл в «СКА-1946»: 38 (20+18) очков в 51 матче регулярного чемпионата, 14 (6+8) очков в 18 играх плей-офф; обладатель Кубка Харламова. На драфте НХЛ 2024 года был выбран в 7 раунде под № 211 клубом «Сент-Луис Блюз». В сезоне 2024/25 также стал играть в ВХЛ за команду «СКА-Нева», а 19 декабря в домашнем матче против «Торпедо» (6:4) дебютировал в КХЛ. 15 февраля 2025 года впервые забросил шайбу в КХЛ, оформив дубль в ворота «Нефтехимика» (3:4).